# ベルグレイヴィア
ベルグレイヴィア（英: Belgravia、[bɛlˈɡreɪvɪə]）は、セントラル・ロンドン (Central London) の一地区で、ウェスト・エンド・ロンドンのシティ・オブ・ウェストミンスターとケンジントン・アンド・チェルシー区に跨がった場所にある地区。
ベルグレイヴィアは超高級住宅街として知られており、世界で最も豊かな地区の1つである。グローヴナー・エステート (Grosvenor Estate) として知られる一帯は、現在でもウェストミンスター公爵による家族経営の不動産会社、グローヴナー・グループによってそのほとんどが保有されている。この地区は、公爵が保有する爵位の1つ、ベルグレイヴ子爵（英: Viscount Belgrave）にその名を因んでいる。1967年に出された不動産賃借権改革法が元で、これらの地所の自由保有権は、多くがかつての間借り人に売却されることになった。
地区はバッキンガム宮殿の南西に位置している。名目上その境界線は、北側はナイツブリッジ（ここでは地区ではなく道路を指す）、東側はグローヴナー・プレイスとバッキンガム・パレス・ロード、南側はピムリコ・ロード、西側はスローン・ストリートとされている。

## 歴史

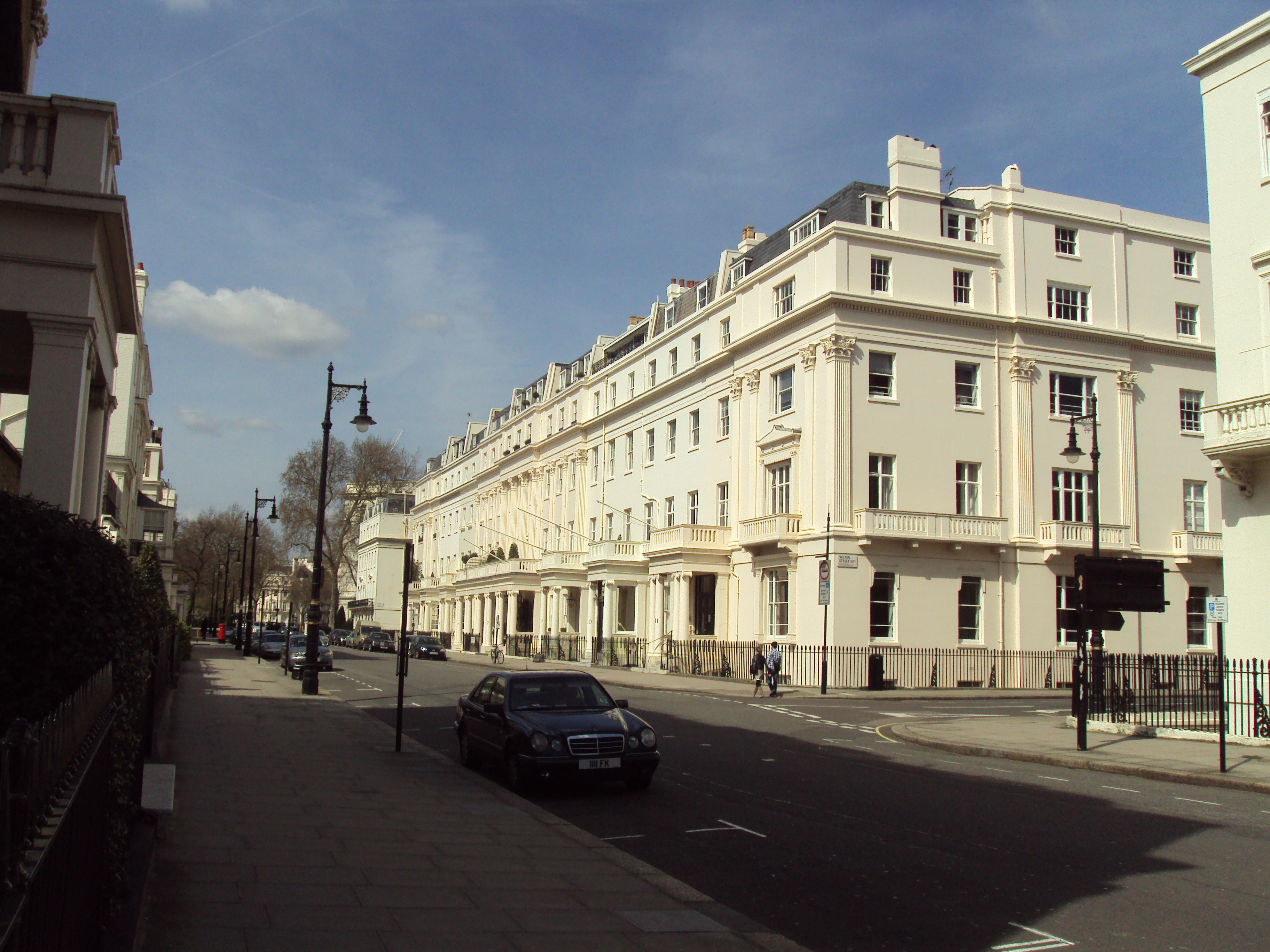
アッパー・ベルグレイヴ・ストリート、ベルグレイヴィア（Upper Belgrave Street, Belgravia）

この地区の名前は、ウェストミンスター公爵が保有する爵位の1つ、ベルグレイヴ子爵（英: Viscount Belgrave）に因んだものである。チェシャーにある村・ベルグレイヴ (Belgrave, Cheshire) は、公爵家・グローヴナー家の主な邸宅であるイートン・ホールから2マイル (3.2 km)の場所にある。
地区の大半は、元々リチャード・グローヴナー (第2代ウェストミンスター侯爵)が保有していたもので、彼は1820年代からこの開発に乗り出した。トーマス・キュービットが土建業者の中心として開発に参加している。ベルグレイヴィアは白い漆喰壁の家に付けられたグランドテラスが特徴で、その中でもベルグレイヴ・スクエアやイートン・スクエアが有名である。また開発当初から、ロンドン中で最も高級な住宅街のひとつとして知られている。上流階級向けにデザインされた建物には、小売業の旗艦店やスタジオも入居し、フィリップ・トレーシー、ドナ・アイダ、ジェニー・パッカム、HEMYCAなどが店を出している。ベルグレイヴィアの南端はピムリコ・ロードで仕切られ、一風変わったアンティークショップや、アーサー・ブレット（英: Arthur Brett）が手掛けたブランドなどの高級家具・内装ショールームが立ち並んでいる。賑やかな商店や巨大な現代的オフィス街、ホテルや娯楽施設がある周囲の地区と比べても、ロンドン中心部にしては比較的閑静な地区である。大使館も数多く存在し、特にベルグレイヴ・スクエアに集中している。
第二次世界大戦後、巨大な邸宅の一部は郷紳や上流階級の住宅やタウンハウスではなくなったが、一方でその新規利用は、大使館やチャリティ事業の本部、専門学会など特定の業種に限定された。21世紀初頭には、これらの邸宅の一部が再び住居利用されるようになったが、これには戦後すぐと比べて古い邸宅にオフィスを構える魅力が薄れたことや、ロンドン在住の超富裕層 (super-rich) が、1939年以来最高の水準にまで増えたことが理由として挙げられる。ベルグレイヴィアの平均的な住宅価格は、2010年3月時点で660万ポンドだったが、地区には1軒で実に1億ポンド、1平方フィートあたり4,671ポンドの価値がある邸宅も数多くあり、これらは世界中で最も高額な住宅でもある。
2013年の段階で、ベルグレイヴィアの住宅用不動産は、出身国やその他の世界各地に他にも高級住宅を保有しているような、海外の富裕層によって保有されているものも多かった。このため、持ち主が海外不動産に居を置いているなどの理由で、空き家になっている不動産も多い。この現状は、地域の近所付き合いを減少させる一端となっている。

## 広場や通り

### ベルグレイヴ・スクエア
ベルグレイヴ・スクエアは、19世紀に作られた街区として最大かつ最も壮大なもので、ベルグレイヴィア地区の中心でもある。広場は、地区開発に携わったトーマス・キュービットが、当時の第2代グローヴナー伯爵、後の初代ウェストミンスター侯爵ロバート・グローヴナーの依頼を受け、1820年代に建設したものである。周辺の邸宅は、ほとんどが1840年までに入居者で占められた。

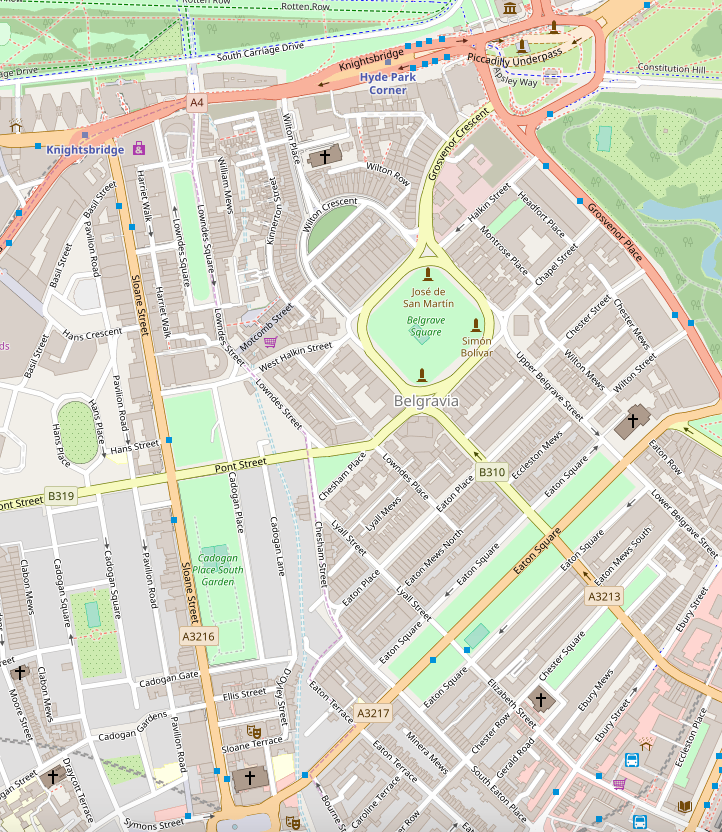
ベルグレイヴィアの地図。中央で緑色になっている部分がベルグレイヴ・スクエアである

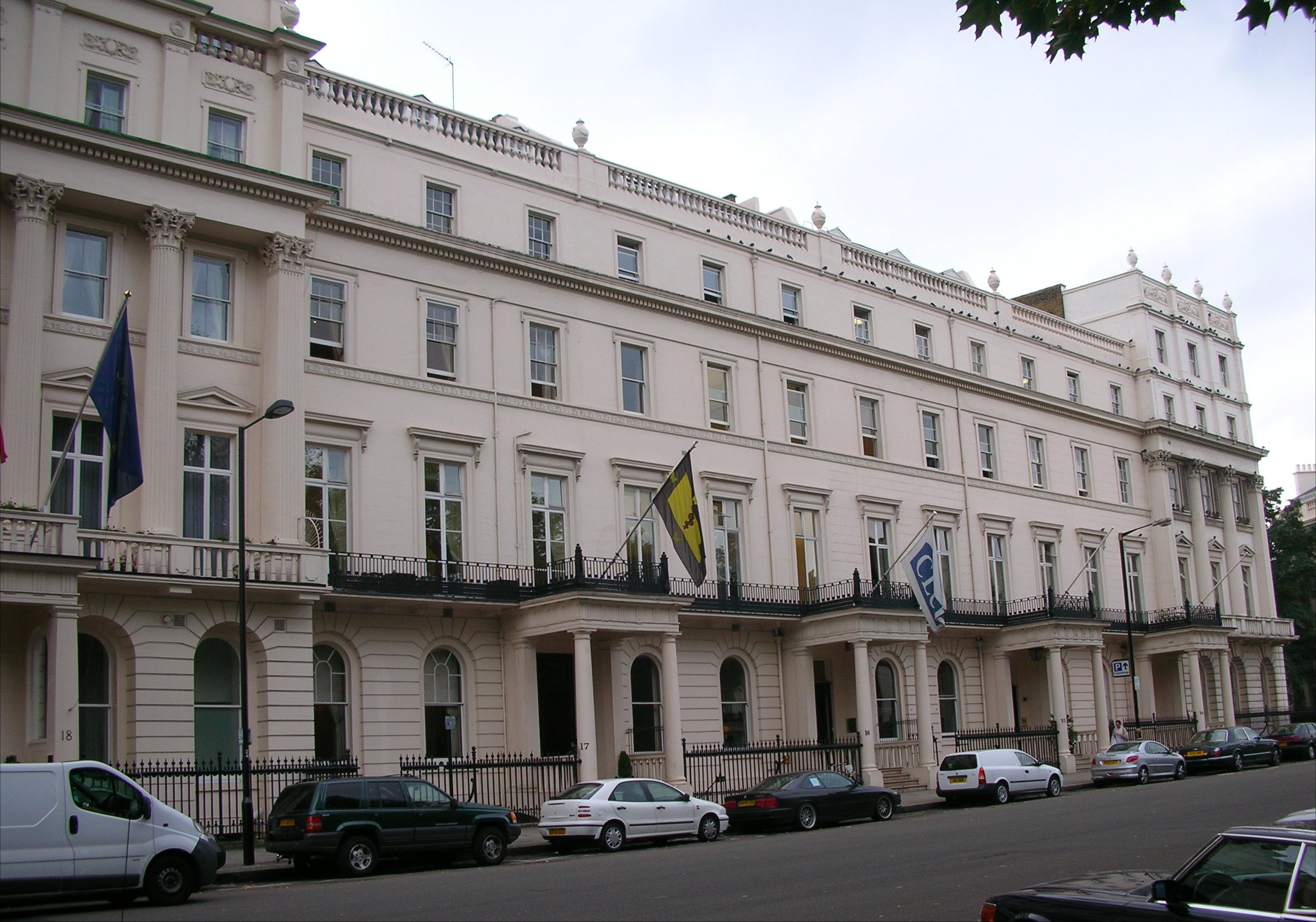
英国精神科医学会の旧所在地、ベルグレイヴ・スクエア

元々の計画では、4つのテラスに、それぞれ白い漆喰壁の家が11軒、南西のテラスにだけ12軒並ぶというデザインだった。また私有のセントラル・ガーデンが付いた独立した邸宅が3つの角に作られた。番地のナンバリングは、北から反時計回りに行われる。北西のテラスには1番地から11番地、西角の邸宅には12番地、南西のテラスには13番地から23番地、南角の邸宅には24番地、南東のテラスには25番地から36番地、東角の邸宅には37番地、北東のテラスには38番地から48番地が割り当てられている。最初の建築にやや遅れを取る形で、北側の角に独立した邸宅が建てられ、これに49番地が割り当てられた。これは、1851年にキュービットがシドニー・ハーバートのために建てたものである。テラスはジョージ・バーセヴィ (George Basevi) によってデザインされた。四つ角に建てられた邸宅の中で最大の、東角にあるシーフォード・ハウスは、フィリップ・ハードウィックによってデザインされ、西角にある邸宅はロバート・スマークによって設計された。この四角い街区には、クリストファー・コロンブスやシモン・ボリバル、ホセ・デ・サン＝マルティン、エンリケ航海王子、初代ウェストミンスター侯爵の像や、建築家ジョージ・バーセヴィの胸像、さらにイタリア出身の彫刻師・エンツォ・プラツォッタによる彫刻 "Homage to Leonardo, the Vitruvian Man" などが設置されている。

### イートン・スクエア
イートン・スクエアは、ウェストミンスター公爵家・グローヴナー家によって建てられた3つのガーデン・スクエア（緑地広場）の1つである。この名前はグローヴナー家の主な邸宅であるイートン・ホールにある、チェシャーのイートン荘園に由来する。イートン・スクエアは地域の中心的なベルグレイヴ・スクエアより大きく、そしてやや質素である。どちらも後述するチェスター・スクエアよりは大きく華麗である。最初の区画は、1827年にトーマス・キュービットによって設計された。

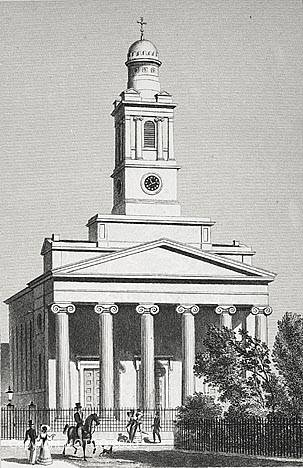
1827年の聖ペトロ教会、イートン・スクエア

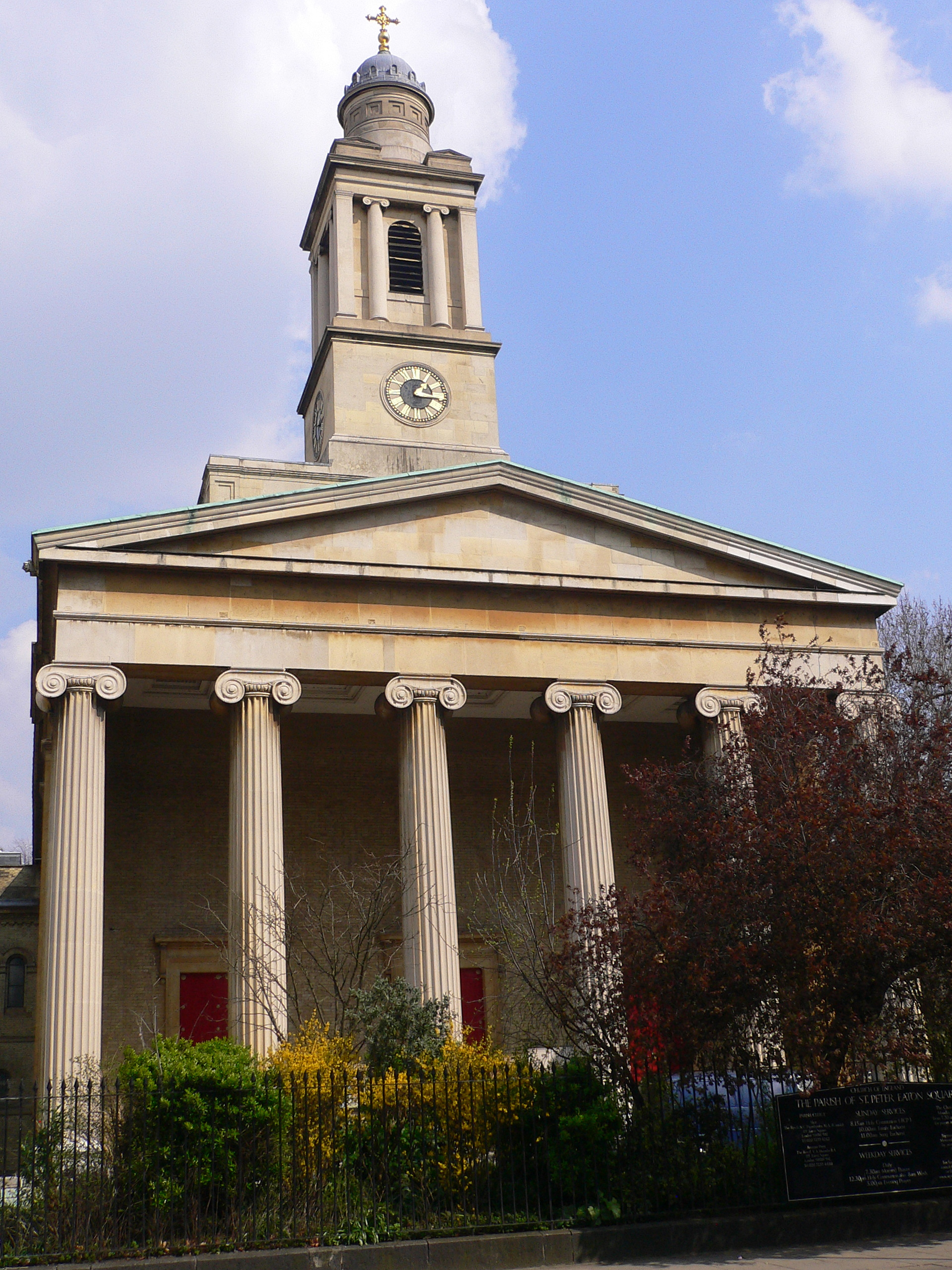
現在の聖ペトロ教会

イートン・スクエアの住宅はベイ3つ分の大きさがある巨大な建物である。古典的様式の規則正しいテラスが繋がれており、4階もしくは5階建てになっている建物には、屋根裏や地下室、厩舎を改造したアパート (Mews) などが隠されている。このスクエアはロンドン最大のスクエアのひとつで、キングス・ロードから東へ続く、道路としてのイートン・スクエアなどで6つのコンパートメントに分けられている（スローン・スクエアがキングス・ロードの北東端に当たり、そこから東へ続くのがイートン・スクエアである）。イートン・スクエアは地区の主要道路でもあり、現在は交通量も多い。東西に走るこの道路が長軸上を分断し、南北に走る小さな2本の道路がさらにスクエアを分けている。スクエアの住宅はほとんどが白い漆喰壁だが、いくつかの住宅はレンガ壁となっている。
第二次世界大戦前、イートン・スクエアは確かに上流階級の居住地だったが、ロンドン一豊かな人物が居住するメイフェアやベルグレイヴィアの他地区（ベルグレイヴ・スクエア、グローヴナー・スクエア、セント・ジェームズ・スクエア、パーク・レーン）ほどの高級住宅街ではなかった。戦後、先述の土地は主に商業施設や学会本部としての利用へ転換されたが、イートン・スクエアはそのほとんどが住居用として維持され、この結果最も高級な住宅街にまで登り詰めた。1950年代の数年間に、85番地から87番地はロンドン・カウンティ・カウンシルによる女子用収容所として使われ、街角に生活する150人前後の女子がここに宿泊させられた。いくつかの住宅は現在も分割されずに使われているが、スクエアの建物の多くは、グローヴナー・エステート (Grosvenor Estate) によって分割されてフラットやメゾネットとして用いられている。これらの多くは、元々の住宅を1つ以上横断するように側面で分割され、その改修には数百万ポンドがかけられた。スクエアの外装は建設当時そのままに残され、現代調の建物はひとつとして割り込んでいない。スクエアの自由保有権は、そのほとんど全てを現在でもグローヴナー・グループが保有しており、ジェラルド・グローヴナー (第6代ウェストミンスター公爵)はロンドンにおける自身の邸宅をこの一角に置いていた。また彼の先代であるロバート・グローヴナー (第5代ウェストミンスター公爵)が1920年代に屋敷を売り払うまでは、公爵家のロンドンでの邸宅は華麗で独立したタウンハウス、グローヴナー・ハウスだった。現在建物は取り壊され、パーク・レーンの屋敷跡地にはグローヴナー・ハウス・ホテルが建てられている。
スクエアの東端は聖ペトロ教会である。イングランド国教会に属するこの教会は古典的様式で建てられた巨大な建物で、6本の柱が付いたイオニア式ポルチコや時計台が有名である。設計はヘンリー・ヘイクウィルが行い、建設はイートン・スクエアの最初の改修が行われていた1824年から1827年にかけて行われた。

### アッパー・ベルグレイヴ・ストリート
アッパー・ベルグレイヴ・ストリート（英: Upper Belgrave Street）は幅が広い一方通行の通りで、住居用に用いられており、白い漆喰塗りの印象的な壁が美しい。通りはベルグレイヴ・スクエアの南東角からイートン・スクエアの北東角まで繋がる。
通りは特に高級で人気の高い場所で、世界で最も高級な邸宅のうちいくつかはこの通りに建てられている。また、イートン・スクエアにある邸宅以上の大邸宅もいくつか存在する。住宅のほとんどは現在フラットへ分割され、平方フィートあたり3,500ポンドで購入することができる。
建物の多くは、トーマス・キュービットによって1820年代から1830年代に建設されたものである。13番地はイギリス王ウィリアム4世の庶子のために作られた。
詩人であるアルフレッド・テニスンは、1880年から1881年にかけて9番地に居住していた。また作家・銀行家・経済学者として活動したウォルター・バジョットは、同じ時期に12番地に居住している。
ベルグレイヴ・スクエアとの角にあたる36番地は、ベルギー大使公邸として用いられている。

### チェスター・スクエア
チェスター・スクエアはより小さい住居用のガーデン・スクエアで、グローヴナー家によって建てられた3つのガーデン・スクエアの内、最後に完成したものである。この名前は、公爵家の居宅であるイートン・ホールに近い街、チェスターから取られている。公爵家のメンバーは、チェスター選挙区 (City of Chester (UK Parliament constituency)) 代表の国会議員を務めていた。1.5エーカー (6,100 m2)の庭には、生け垣用の低木や草が植えられている。1997年には改装工事が行われ、1867年に英国陸地測量局が制作した地図通りの設計が取り戻された。

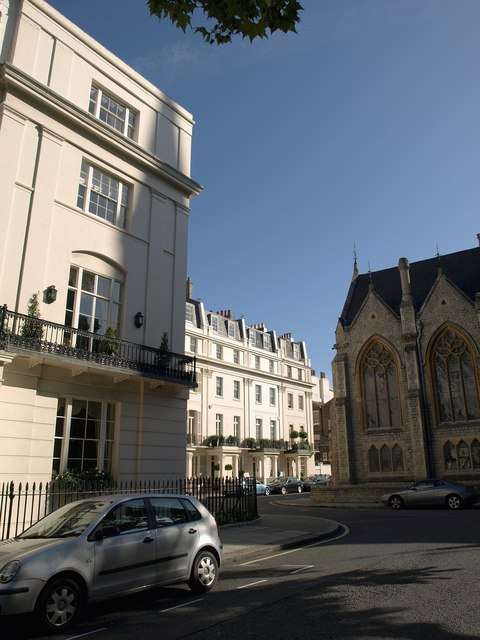
チェスター・スクエア

かつての住民には、2番地に住んでいた詩人のマシュー・アーノルド、24番地に住んでいた作家のメアリー・シェリー、72番地に住んでいた医師のジョン・リデル、73番地に住んでいた英国首相・マーガレット・サッチャー、英国に亡命し1940年から1945年まで77番地に住んでいたオランダ女王・ウィルヘルミナなどが挙げられる。

### ウィルトン・クレセント
ウィルトン・クレセントは、ベルグレイヴ・スクエアの北西にある三日月状の通りである。ベルグレイヴィア開発を目的とし1821年に作られたワイアット計画（英: The original 1821 Wyatt plan for Belgravia）に基づいて、グローヴナー家の地所測量士・トーマス・カンディ2世 (Thomas Cundy II) によって作られた。この名前は初代ウェストミンスター侯爵の次男、第2代ウィルトン伯爵に因んで付けられた。また通りは1825年に、ウィリアム・ハワード・セス＝スミス（英: William Howard Seth-Smith）によって作られた。

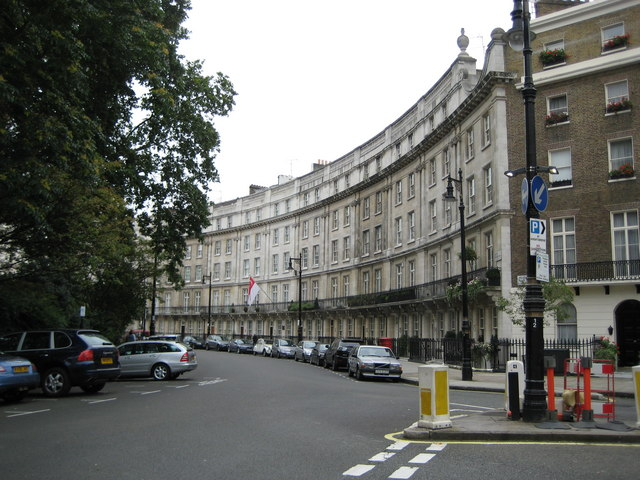
ウィルトン・クレセント（手前の角が15番地）。奥の旗が掛けられている部分がシンガポール大使館である

19世紀から20世紀にかけて、この場所は英国の高位な警察官、大使、公務員の住宅として用いられていた。ヴィクトリア女王の曾孫に当たる、初代マウントバッテン・オブ・ビルマ伯爵ルイス・マウントバッテンは、長年ウィルトン・クレセント2番地に居住していた。今日ではこの場所に、彼の家だったことを示すブルー・プラークが設置されている。ベルグレイヴィアの他地区同様、ウィルトン・クレセントも白い壁の住宅に付けられたグランド・テラスが特徴である。また住宅は通りに沿って三日月状に作られ、通りのほとんど、特にクレセント南側には漆喰壁のバルコニーが付けられている。クレセント北側の住宅は石造りで覆われた5階建ての建物だが、これらは1908年から1912年の間に表層修理されている。住宅の大半は元々漆喰壁で作られたものだが、改装工事が行われた期間に、いくつかの住宅は石造りの壁に変更された。他の家には黒い鉄製のバルコニーが付けられている。
この通りには、ルクセンブルク・シンガポールが大使館を置いている。
ウィルトン・クレセントはラウンズ・スクエアならびにラウンズ・ストリートの東に位置し、ベルグレイヴ・スクエアの北西に当たる。またウィルトン・プレイスを抜けて、ナイツブリッジの主要道路に出ることができる。また東側ではベルギー大使館があるグローヴナー・クレセントに隣接している。さらに東側にはバッキンガム宮殿がある。
ジョージ・バーナード・ショーによる戯曲『バーバラ少佐』では、レディ・ブリトマート（英: Lady Britomart）の自宅としてウィルトン・クレセントが登場する。2007年には、ロンドン庭園協会（英: The London Gardens Society）によって、クレセントの中腹部にあるウィルトン・ガーデンに銅メダルが与えられた。

### ラウンズ・スクエア
ラウンズ・スクエアは、ベルグレイヴィアの他地区同様、白い漆喰壁のグランド・テラスが特徴である。東側にはウィルトン・クレセント、そしてベルグレイヴ・スクエアが存在する。スクエアは西側のスローン・ストリートと平行に走り、北側には百貨店・ハーヴェイ・ニコルズ、ナイツブリッジ駅などが存在する。この場所にも、世界で最も高級な邸宅がいくつか存在する。ロシアの実業家、ロマン・アブラモヴィッチは、2008年にこのスクエアにある漆喰壁の住宅を2軒購入した。2つに繋がれた住宅には8つのベッドルームがあり、購入当時で総額15億ポンドの価値があるとされている。スクエアにある住宅の多くは、ジョージ・バーセヴィが設計したものである。

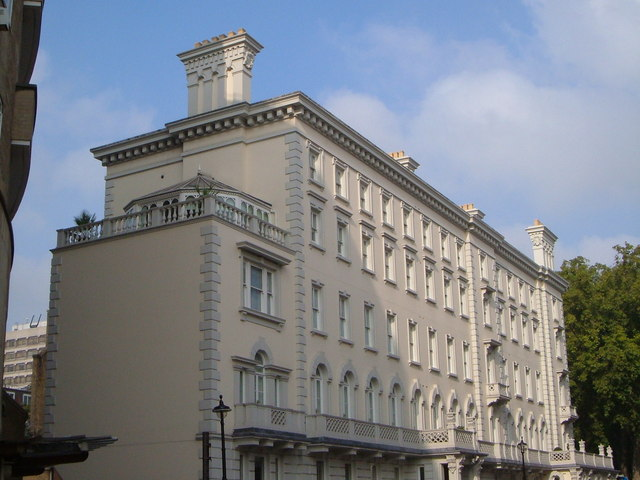
ラウンズ・スクエア（右側の木々）に入る部分のラウンズ・ストリート

ミック・ジャガーとジェームズ・フォックスは、スクエアにあるレナード・プラグの邸宅で映画撮影を行ったことがある。またE・F・ベンソンの小説 "The Countess of Lowndes Square"（意味：ラウンズ・スクエアの伯爵夫人）ではこの地区が舞台に使われている。

## 交通
ロンドン地下鉄の最寄り駅は、ハイド・パーク・コーナー駅、ナイツブリッジ駅、スローン・スクエア駅である。ナショナル・レールやチューブ、長距離バスの乗り換え地点になっているヴィクトリア駅は、地区の東側にある。セントラル・ロンドンの各地域へ向かうバスの定期運航便は、グローヴナー・プレイスから発車している。

## 小説やポップ・カルチャーに登場するベルグレイヴィア
アンソニー・トロロープが書いた小説、『当世の生き方』The Way We Live Now、『フィニアス・フィン』Phineas Finn、『帰ってきたフィニアス』Phineas Redux、"The Prime Minister" (en) 、"The Duke's Children" (en) では、19世紀のベルグレイヴィアが詳細に描かれる。
イーヴリン・ウォーによる小説『ブライズヘッド再訪』では、ベルグレイヴィアのポント・ストリートが、英国上流階級の特異な性格へ与えられたエポニムだとされる。
G・K・チェスタトンによるブラウン神父シリーズの短編『奇妙な足音』The Queer Feet では、大変上品な架空のホテル・ヴァーノン（英: Vernon）が登場する。この作品は現在ウィキメディア・コモンズやウィキソース英語版で読むことができる。作者のチェスタトンは多くの作品で、ベルグレイヴィアによく似た環境をその舞台に設定している。
ナンシー・ミットフォードの代表作 "Love in a Cold Climate" (en) では、ヒロインに最良の人付き合いをさせようとするおばが、"Keep her nose firmly to Pont Street"（意味：鼻をしっかりポント・ストリートに向けときな）と話す。
"Chawles" とのペンネームで書かれた作品 "Flunkeyania Or Belgravian Morals" は、雑誌『パール』で連載された作品のひとつである。この雑誌はヴィクトリア朝に発行された、ポルノ雑誌と伝わっている。
1971年から1975年にかけて放送された英国の人気テレビシリーズ "Upstairs, Downstairs" (en) では、リチャード・ベラミー（後の初代ハヴァーシャムのベラミー子爵）の邸宅がイートン・プレイス165番地に設定された。実際のイートン・プレイス65番地で外観の撮影が行われたが、この際番地名を表す玄関柱の表示には、「1」の表記が書き足された。この作品は1903年から1930年を舞台に、ベラミー家や家庭内労働者の使用人たちの生活を描く作品で、エドワード朝時代の騒々しさ、第一次世界大戦や戦後の1920年代、1929年のウォール街大暴落・世界恐慌も物語に登場する。2010年には、メイン・キャラクターの1人であるローズ・バック (Rose Buck) を取り上げ、1936年を舞台に、彼女がホランド家に務めるハウスキーパーとしてイートン・プレイス165番地に戻ってくるとのミニ・シリーズが開始された。
ITVで放送されたドラマ『ダウントン・アビー』では、グランサム伯爵の妹であるレディ・ロザムンド・ペインズウィックが、ベルグレイヴ・スクエアに住んでいる設定である。またレディ・ローズ・マクレアの恋人はピムリコにあるウォリック・スクエア（英: Warwick Square）在住とされ、伯爵の次女レディ・イーディス・クロウリーは、この場所を「活気の無いベルグレイヴィア」（英: "Belgravia without the bustle"）と表現する。
BBCで放送されたドラマ『SHERLOCK』第2シーズン第1話では、『ベルグレービアの醜聞』と称して、シャーロック・ホームズシリーズ最初の短編『ボヘミアの醜聞』を下敷きにしたエピソードが放送された。この作品では、写真を元に王室を強請るアイリーン・アドラーがベルグレイヴィア在住との設定で、彼女の邸宅の外観はイートン・スクエア44番地で撮影された（内装はウェールズ・ニューポートで撮影されている）。
ウディ・アレンの映画『マッチポイント』では、裕福な実業家の娘であるクロエ・ヒューイット（演：エミリー・モーティマー）が、主人公のクリス・ウィルトン（演：ジョナサン・リース＝マイヤーズ）に、自分がベルグレイヴィアで育ったことを告げるシーンがある。

## 関係者

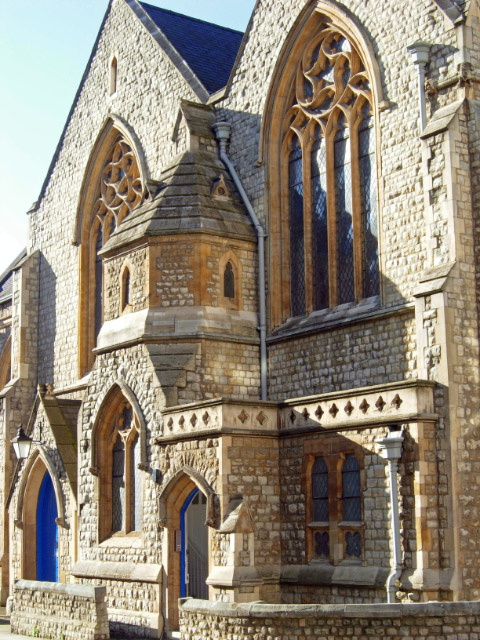
聖ミカエル教会、ベルグレイヴィア

### 居住者
過去に、この地区に居住した人物や著名人としては、以下に挙げることができる。なお「※」が付けられた人物は、こちらを出典とした。1974年に謎の失踪を遂げたジョン・ビンガム (第7代ルーカン伯爵)は、ロウワー・ベルグレイヴ・ストリート46番地に居住していた。
- スタンリー・ボールドウィン※ - 英国首相
- ネヴィル・チェンバレン※[28] - 英国首相
- ジョージ・ピーボディ※ - アメリカ合衆国の慈善家
- フレデリック・ショパン※[28] - ポーランドの作曲家
- ヴォルフガング・アマデウス・モーツァルト※[28] - オーストリアの作曲家
- イーディス・エヴァンズ（英語版）※ - 女優
- ヴィヴィアン・リー※[28] - 女優、ベルグレイヴィアで死没
- ジュディー・ガーランド[29] - 女優、ベルグレイヴィアの 4 Cadogan Lane に居住し死没
- ブライアン・エプスタイン※ - ビートルズのマネージャー
- イアン・フレミング※[28] - 『ジェームズ・ボンド』シリーズで知られる小説家
- アルフォンソ・ロペス・プマレホ（英語版） - コロンビア大統領（英語版）を2期務めた人物
- ブライン・デズモンド・ハースト（英語版） - アイルランドの映画監督、1930年代 - 1986年に居住
- ショーン・コネリー※ - 俳優
- ロジャー・ムーア※ - 俳優
- メアリー・シェリー※ - 小説『フランケンシュタイン』で知られる作家
- アルフレッド・テニスン※ - 詩人
- フィリップ・エドワード・ハードウィック[注 5] - イギリス陸軍中佐、建築家フィリップ・チャールズ・ハードウィック（英語版）の息子
- ヘンリー・グレイ - 解剖書『グレイ解剖学』で知られる解剖学者
- マーガレット・サッチャー※ - 英国首相、チェスター・スクエア（英語版）に住んでいた
- サラ・ブライトマン※ - ミュージカル歌手
- マーク・レスター[30] - 元子役

### 出身者
また、この地区は、ウィンストン・チャーチルの父ランドルフ・チャーチルや、俳優クリストファー・リーの生誕地でもある。

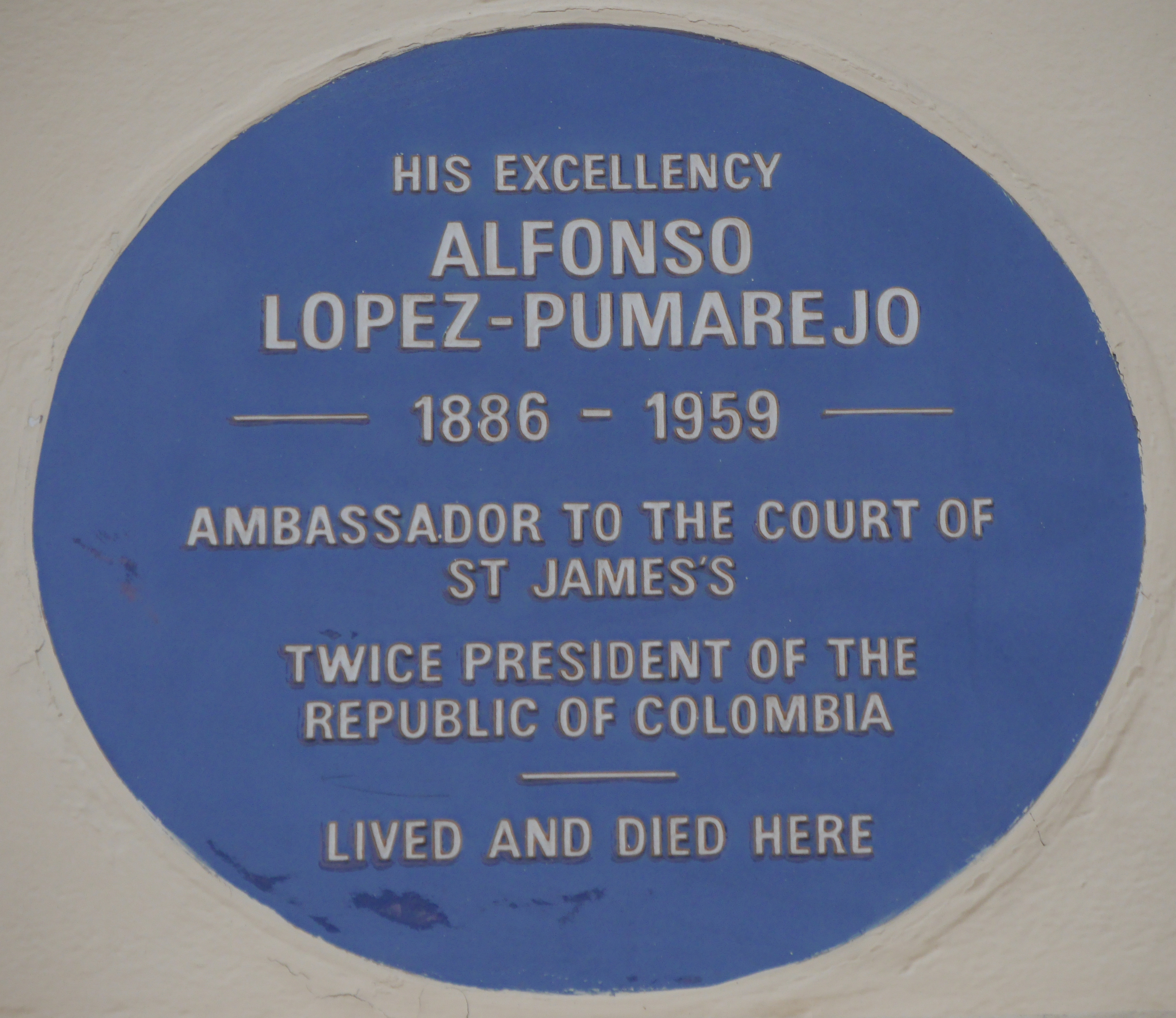
アルフォンソ・ロペス・プマレホの旧宅、ウィルトン・クレセント33番地にあるブルー・プラーク
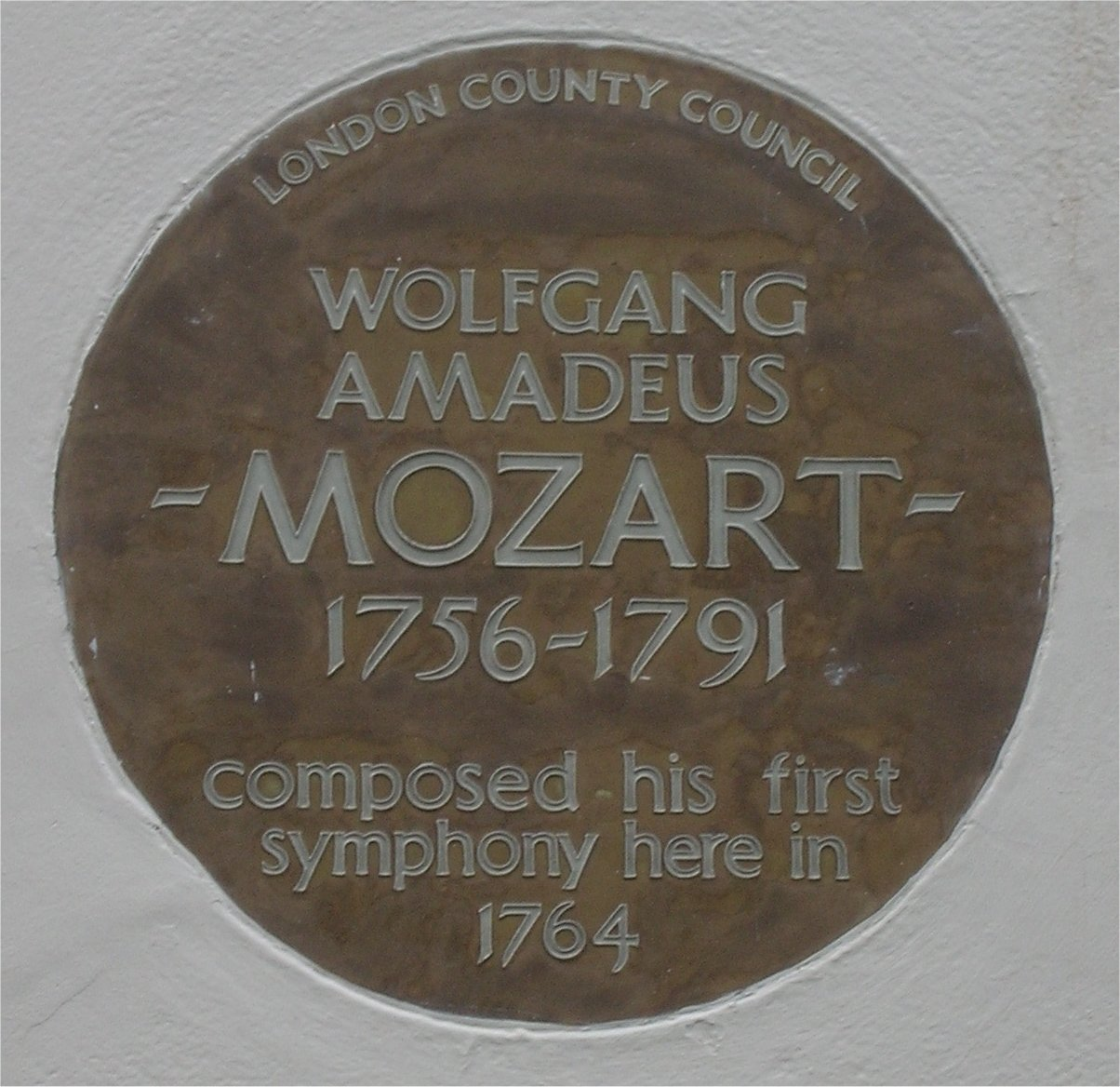
エブリー・ストリート180番地にあるモーツァルト一家を記念するブラウン・プラーク
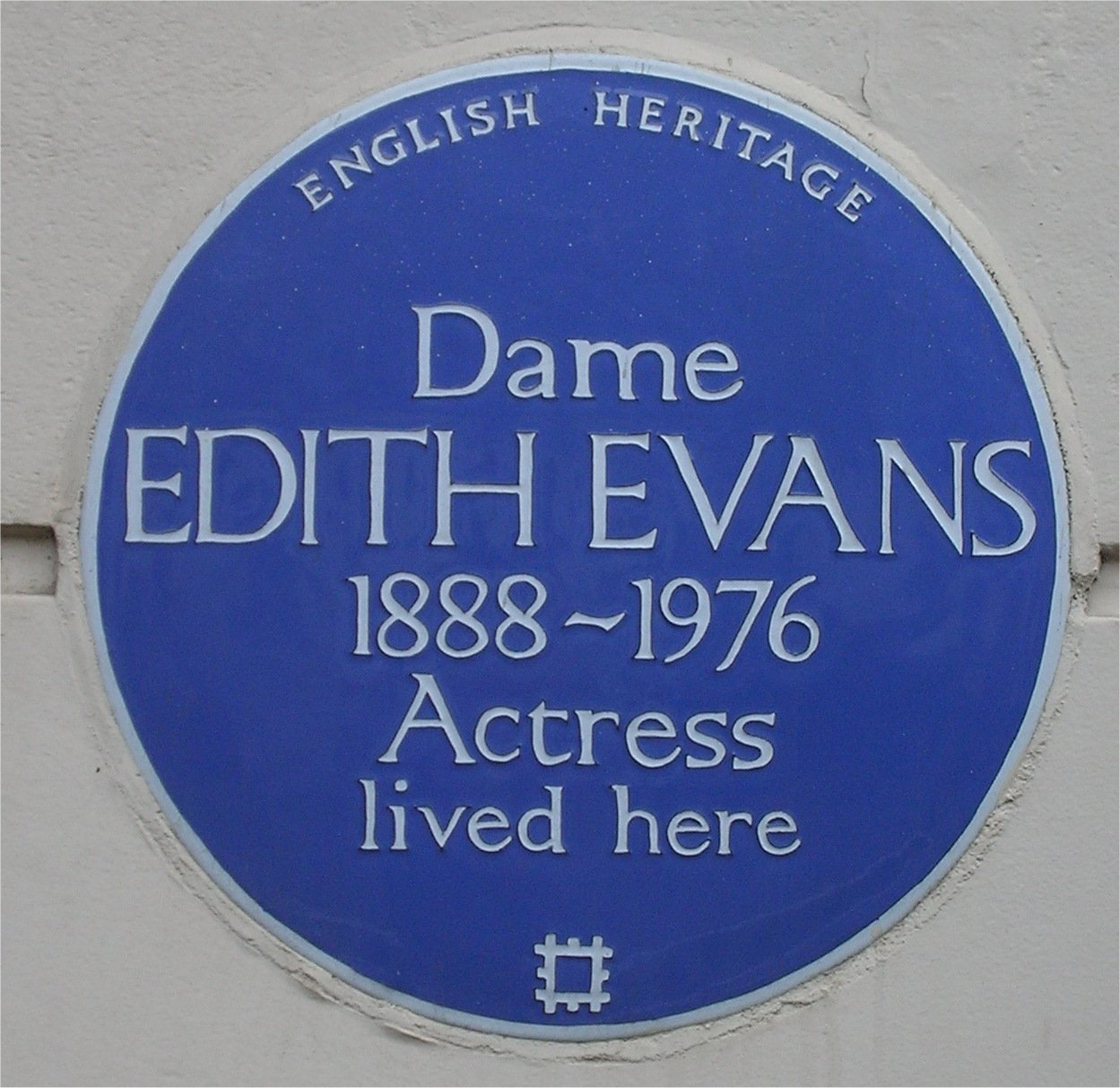
イーディス・エヴァンズの旧宅、エブリー・ストリート109番地[注 6]にあるブルー・プラーク
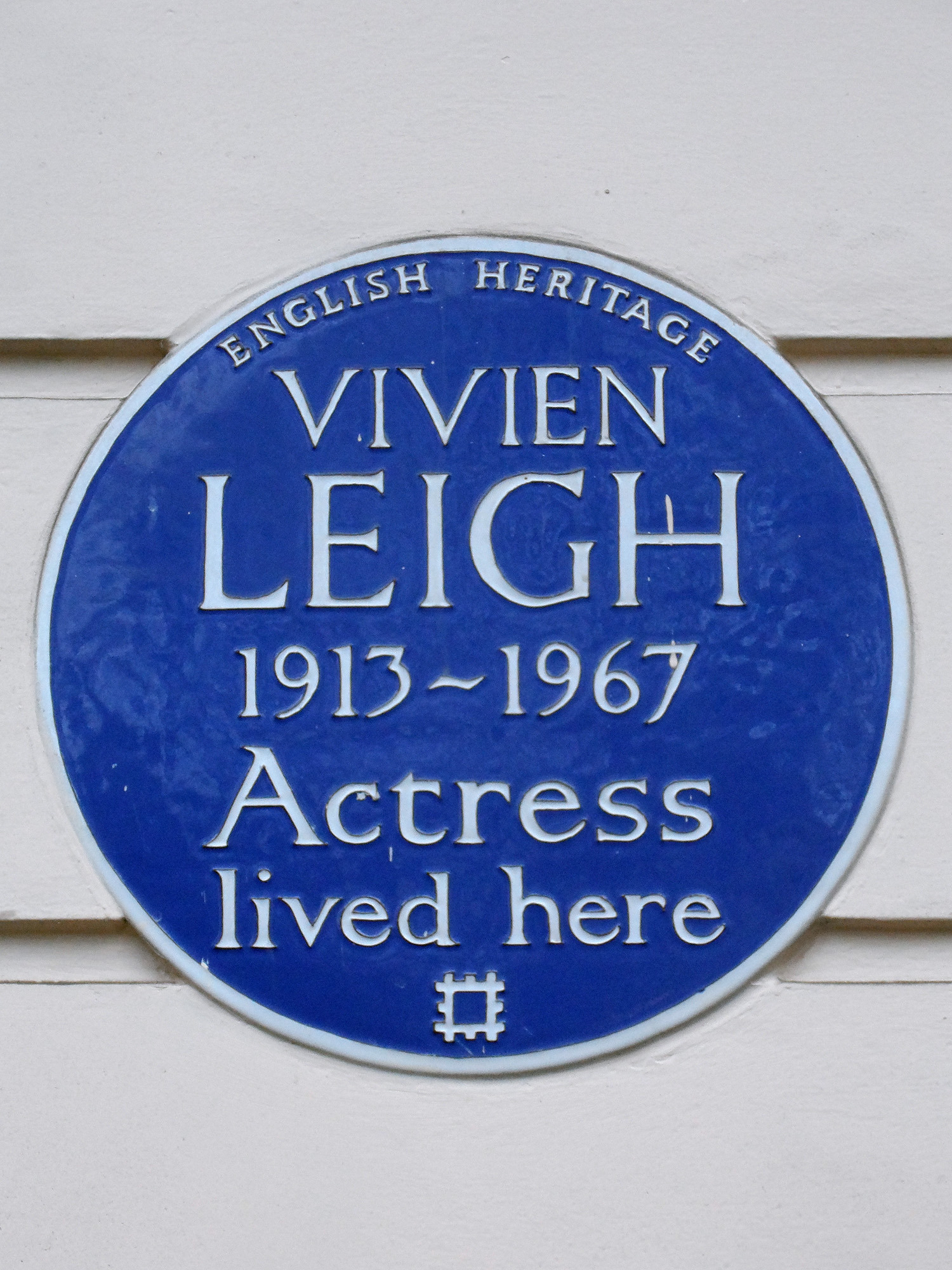
イートン・スクエアにあるヴィヴィアン・リーのブルー・プラーク
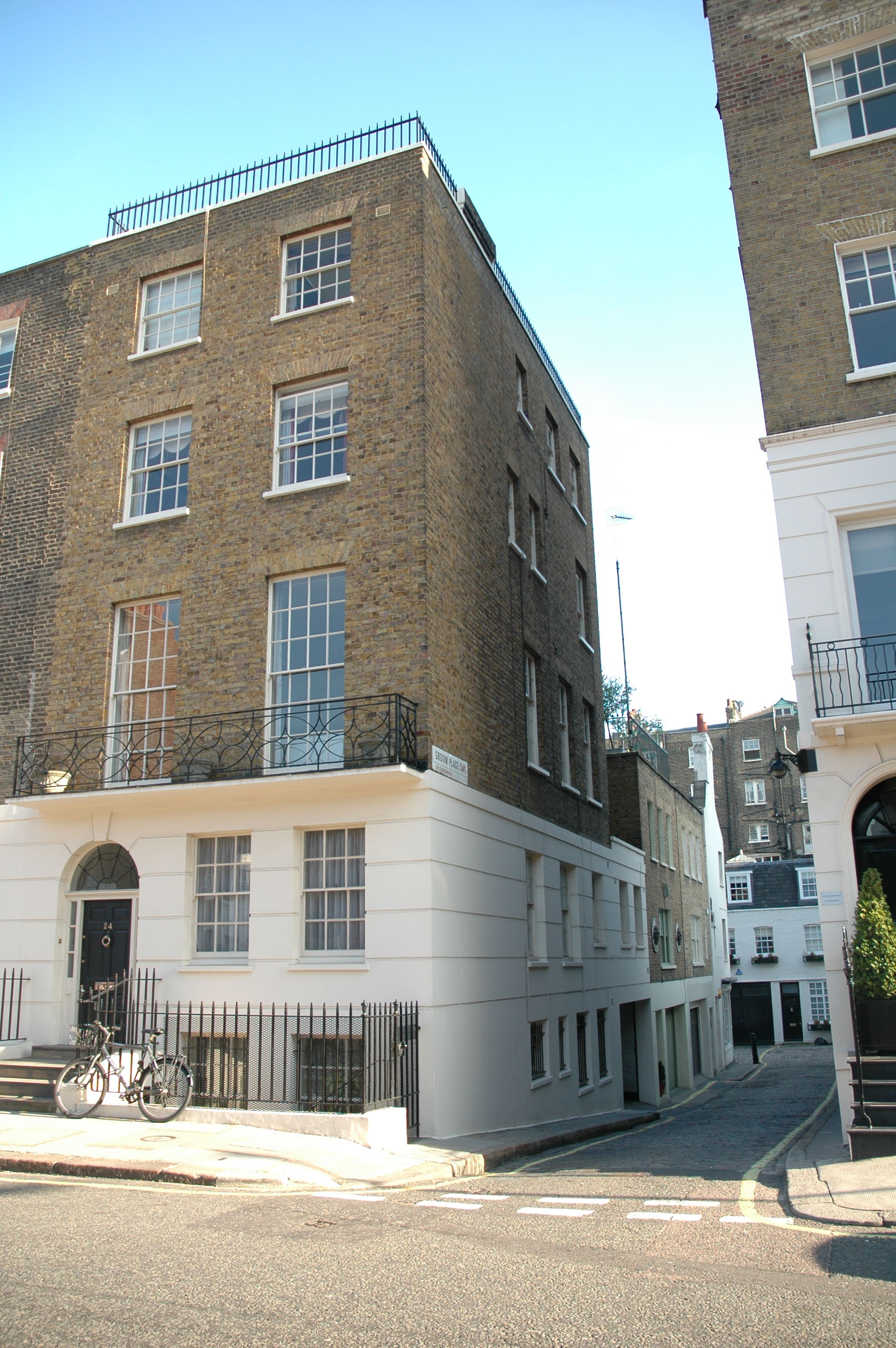
ブライアン・エプスタインの旧宅
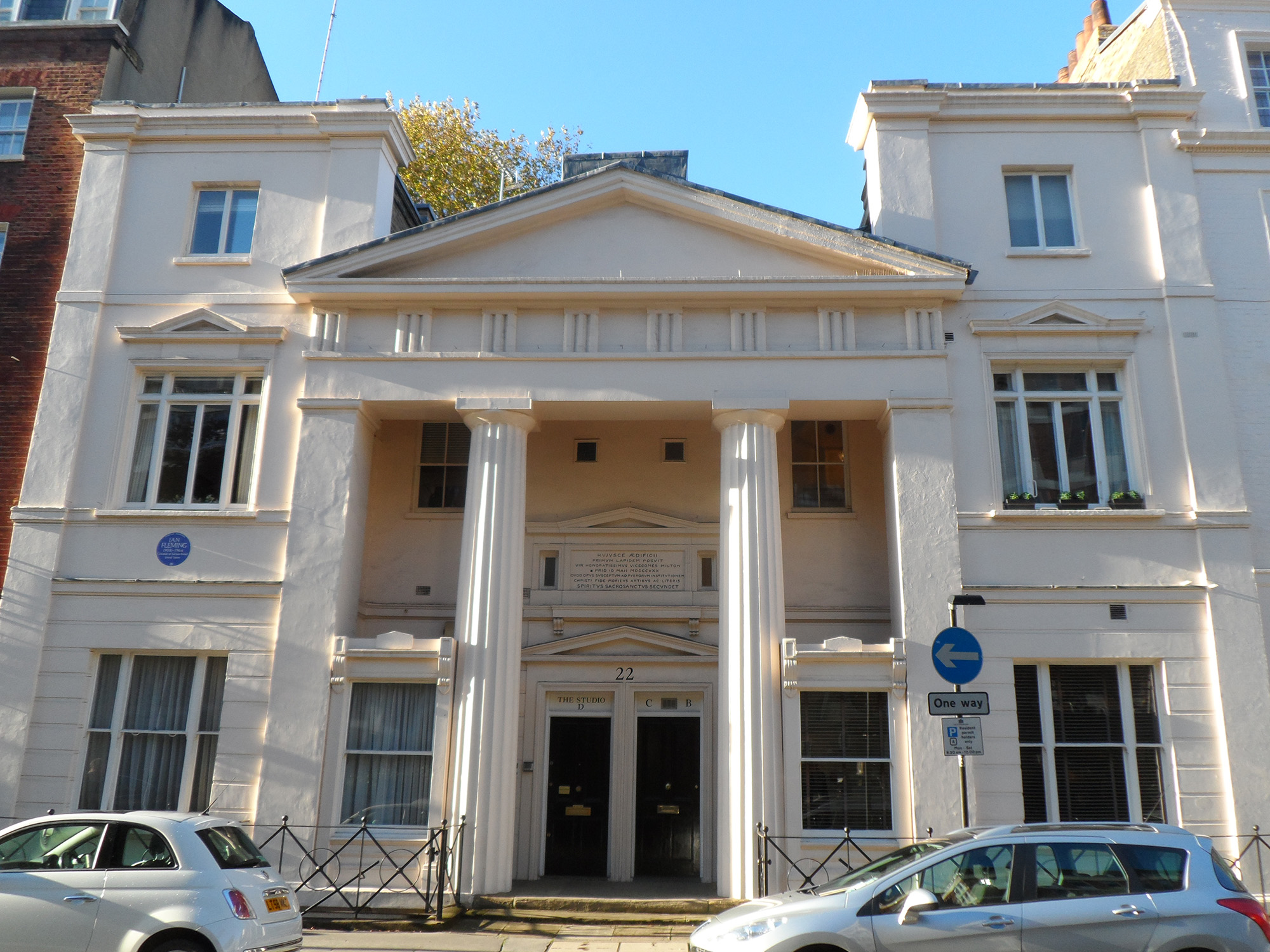
ベルグレイヴィアにあるイアン・フレミングの旧宅
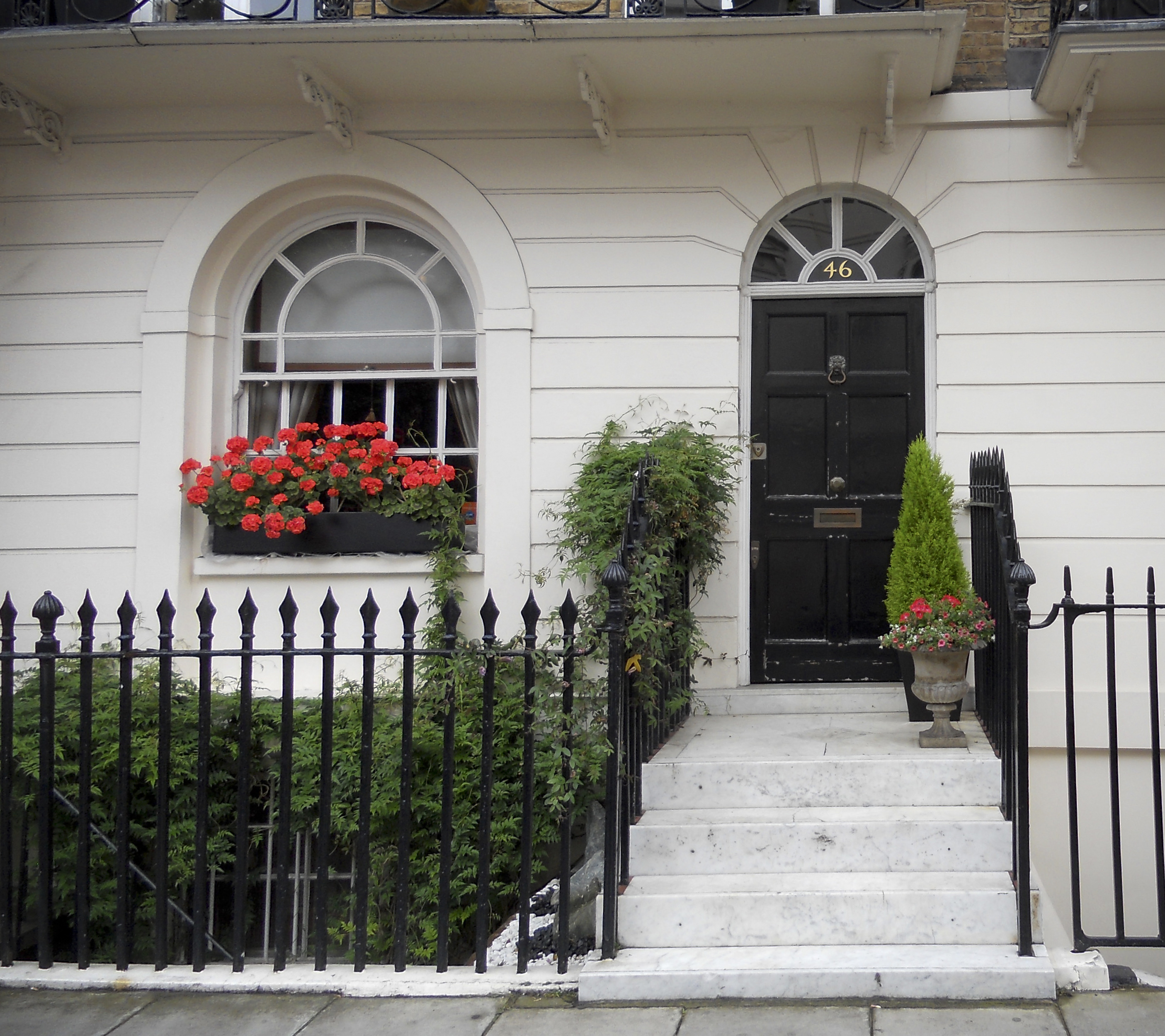
ルーカン卿が住んでいたロウワー・ベルグレイヴ・ストリート46番地の玄関